# 蜻蜓號
蜻蜓號（Dragonfly）是前往土星的一艘無人太空飛行器，目標是登陸土衛六尋找適合生物生存的環境與化學變化 。美國約翰·霍普金斯大學應用物理實驗室於2017年4月提出此项土衛六探測計劃，作为新疆界計畫第4次任务提议的一部分。
2017年12月，蜻蜓號入選新疆界計畫最後決選名單，與彗星天體生物學探索取樣返回任務（CAESAR）競爭。2019年6月27日，蜻蜓號最终在两个方案中胜出，成为新疆界計畫第4次任务，计划于2026年发射。之后计划发射日期推迟至2028年7月，运载火箭为SpaceX的獵鷹重型運載火箭。